# TT40
La tombe thébaine TT 40 est située à Gournet Mourraï, dans la nécropole thébaine, sur la rive ouest du Nil, face à Louxor en Égypte.
C'est la sépulture d'Amenhotep Houy, vice-roi de Kouch à la fin de la XVIIIe dynastie sous le règne de Toutânkhamon.
Amenhotep (appelé Houy) est le fils d'une dame du nom de Ouerner. Son père n'est pas connu. Houy est marié à Taemouadjsy, la responsable du harem d'Amon et du harem de Nebkhéperourê (Nom de Nesout-bity de Toutânkhamon). Ils ont un fils nommé Paser.

## Description
Dans la tombe il est fait référence à un temple appelé « Satisfaire les Dieux » situé en Nubie. Houy y est représenté sur une fresque, accueilli par Khay, grand prêtre de Nebkhéperourê (Toutânkhamon), Paenniout, adjoint de la forteresse de Nebkhéperourê, Houy lui-même, le maire, et Mermose, son frère, second prophète de Nebkhéperourê. Taemouadjsy est chef du harem de Nebkhéperourê dans ce temple.